# ريكتسيا جنوبية
ريكتسيا جنوبية (الاسم العلمي:Rickettsia australis) هي نوع من البكتيريا تتبع جنس الريكتسيا من الفصيلة الريكتسية.